# Placodes elongatus
Placodes elongatus är en skalbaggsart som beskrevs av Heinrich Bickhardt 1921. Placodes elongatus ingår i släktet Placodes och familjen stumpbaggar. Inga underarter finns listade i Catalogue of Life.